# ペレヒル島

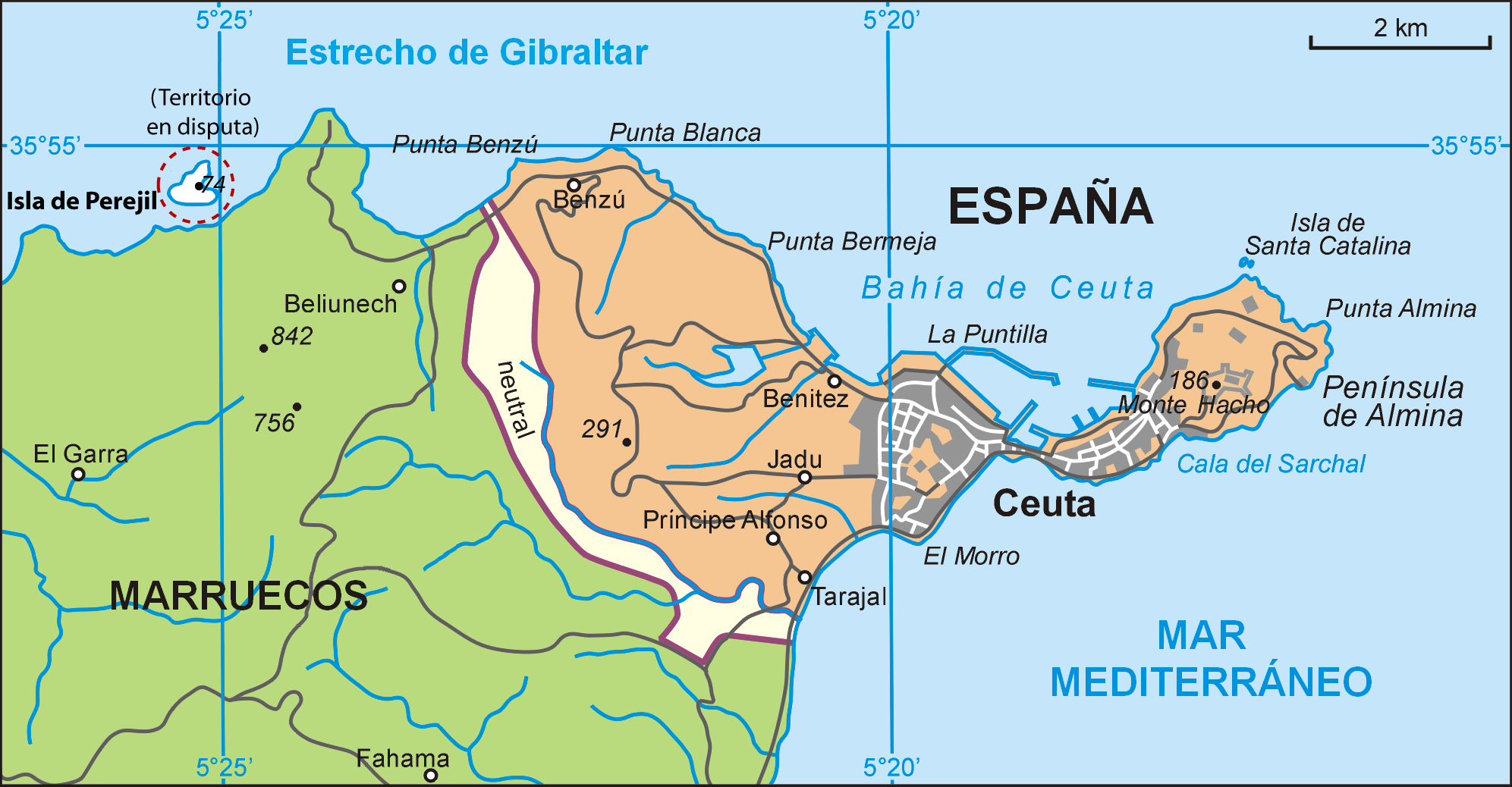
ペレヒル島とセウタの位置関係

ペレヒル島またはレイラ島（スペイン語: Isla de Perejil、アラビア語: ليلى）は、ジブラルタル海峡の南岸にある無人島である。スペインとモロッコが領有権を主張しており2002年には両者の間で紛争が起きている。

## 名前
スペイン語ではIsla de Perejilと呼ばれ、直訳的には「パセリの島」という意味である。一方でモロッコではライラ (ليلى)と呼ばれている。

## 地理
ペレヒル島は、モロッコの海岸からは約250m、スペインのセウタから約8km、スペイン本土から約13.5km離れている。大きさは南北、東西とも約480メートル、面積は15ヘクタール、最大標高は74mである。

## 2002年モロッコ・スペイン間紛争
2002年7月11日、モロッコが島に海軍の小部隊を上陸させた。これに対しスペインは特殊部隊を派遣してモロッコ兵を拘束、両国関係の緊張度が高まった。最終的にアメリカの仲介により両国とも島に部隊を駐留させないという内容で合意が行われ、部隊は撤退した。